# Joon (drijflichaam)
Het joon is een drijflichaam dat qua vorm doet denken aan een uitvergrote dobber. Bij twee vormen van zeevisserij kende men het gebruik van het joon, te weten de beugvisserij en de vleetvisserij. In de beide gevallen ging het om zogenaamd staand want, dat wil zeggen, vistuig dat na het in zee zetten stil lag in zee. Dit in tegenstelling met een sleepnet dat door een vissersschip, bijvoorbeeld een trawler, in zee wordt voortgetrokken. Met het verdwijnen van de beugvisserij en de vleetvisserij op haring verdween ook het gebruik van het joon.  

## Beugvisserij
In de beugvisserij werd een hoeveelheid jonen, in de literatuur vermeldt men er negen, gebruikt als drijflichaam voor een in zee uitgezet vistuig. Evenals bij de in de sportvisserij gebruikte dobber, hield het joon een aan dit drijflichaam verbonden lijn met zijlijntjes stil tegen de zeebodem.
De (indirecte) onderlinge verbinding tussen de jonen vond plaats op de zeebodem via verankerde lijntjes. De onderlinge afstand tussen twee in zee drijvende jonen was omstreeks 1500 meter. Uitgaande van het aangegeven getal van negen jonen betekent het dat een volledig vistuig, beug genaamd, zo’n 12 kilometer lengte omvatte. De beugvisserij was  voornamelijk gericht op de vangst van kabeljauw en schelvis.

## Vleetvisserij
Het want of de vleet – twee benamingen voor het samenstel van netten zoals in gebruik bij de vleetvisserij op haring – telde twee jonen. Hun drijvend vermogen had slechts ten doel, herkenbaarheid aan de visserman te geven van het verloop van zijn als een muur in zee neerhangende netten. Die zogenaamde vleet verliep in zee over een afstand van enkele kilometers. Door op de helft van de gehele vleet een joon te plaatsen en aan het eind ervan opnieuw een, maakten deze jonen vanwege hun ligging in zee duidelijk hoe de vleet verliep en waar ze eindigde. Met een verrekijker vielen ze te traceren. Men noemde het ene een halve vleetjoon en het andere een uiterjoon. 

## Trivia
- Scheveningen, destijds een vissersplaats van formaat, kent een bejaardencentrum dat men destijds 'Het Uiterjoon' heeft genoemd. De naam verwijst naar de laatste in zee staande joon bij de vleetvisserij. Het uiterjoon duidde het eindpunt van de vleet aan, zoals een bejaardencentrum een zeker einde aanduidt van de loop van een mensenleven.